# تورد ماجنوسون
تورد جوستا ماجنوسون (7 أبريل 1941 -) مدير أعمال و قنصل عام سويدي لموريشيوس.

## حياته
متزوج من الأميرة كريستينا من السويد، أصغر الأخوات الأكبر للملك كارل السادس عشر غوستاف. مع وفاة جون أمبلير في عام 2008، و الأمير يوهان جورج من هوهنتسولرن في عام 2016، و بارون نيكلاس سيلفيرشيلد في عام 2017، ماغنوسون هو الشقيق الوحيد على قيد الحياة للملك كارل السادس عشر غوستاف.
ماغنسون هو ابن لينارت ماجنوسون (MSE) و زوجته جيردا (المولودة كليمينغ)، و حفيد الكيميائي السويدي جونار ماغنوسون، و امن حفيد للسياسي السويدي تورد ماغنوسون.
تخرج ماجنوسون كضابط احتياطي في عام ١٩٦٣ و حصل على شهادة البكالوريوس في العلوم من جامعة ستوكهولم في عام ١٩٦٧. خلال مسيرته المهنية، عمل في بنك ستوكهولم إسكيليندا، و في شركة سندفيك ستيل في نيويورك، و في شركة كايل AB، كما شغل منصب الرئيس التنفيذي لشركة ديفيزا AB. و هو ممثل لشركة طيران موريشيوس في السويد و قائد من الدرجة الأولى في وسام فاسا الملكي.
تخرج ماجنوسون كضابط احتياطي في عام 1963 و حصل على شهادة البكالوريوس في العلوم من جامعة ستوكهولم في عام 1967. خلال مسيرته المهنية، عمل في بنك ستوكهولم إسكيليندا، و في شركة سندفيك ستيل في نيويورك، و في شركة كايل AB، كما شغل منصب الرئيس التنفيذي لشركة ديفيزا AB. و هو ممثل لشركة طيران موريشيوس في السويد و قائد من الدرجة الأولى في وسام فاسا الملكي.

## الزواج والعائلة
التقى ماغنوسون وزوجته لأول مرة في عام 1961. تزوجا في 15 يونيو 1974. نتيجة لزواجها غير المعتمد دستورياً من ماغنوسون، فقدت لقبها “صاحبة السمو الملكي” وتلقت لقباً تكريميًا هو الأميرة كريستينا، السيدة ماغنوسون. ولديهما ثلاثة أبناء: كارل غوستاف فيكتور (مواليد 1975)، اقتصادي؛ تورد أوسكار فريدريك (مواليد 1977)، مصمم نظارات؛ وفيكتور إدموند لينارت (مواليد 1980)، مصمم ألعاب.

## أوسمة

### الأوسمة الوطنية
- السويد: قائد من الدرجة الأولى في وسام فاسا الملكي.
- السويد: recipient of H.M. The King’s Medal, Gold 12th in Size.
- السويد: recipient of the 50th Birthday Medal of King Carl XVI Gustaf.
- السويد: recipient of the Wedding Medal of Crown Princess Victoria to Daniel Westling.
- السويد: recipient of the King Carl XVI Gustaf Ruby Jubilee Medal.
- السويد: recipient of the 70th Birthday Medal of King Carl XVI Gustaf.
- السويد: recipient of the Golden Jubilee Badge Medal of King Carl XVI Gustaf.

### الأوسمة الأجنبية
- فرنسا: ضابط في وسام جوقة الشرف.
- هولندا: الصليب الفخري الكبير مع النجم من وسام التاج (11 أكتوبر 2022).

- السويد: فارس الصليب الكبير من الوسام الاجتماعي الكبير للآمارانث.